# Telecentro

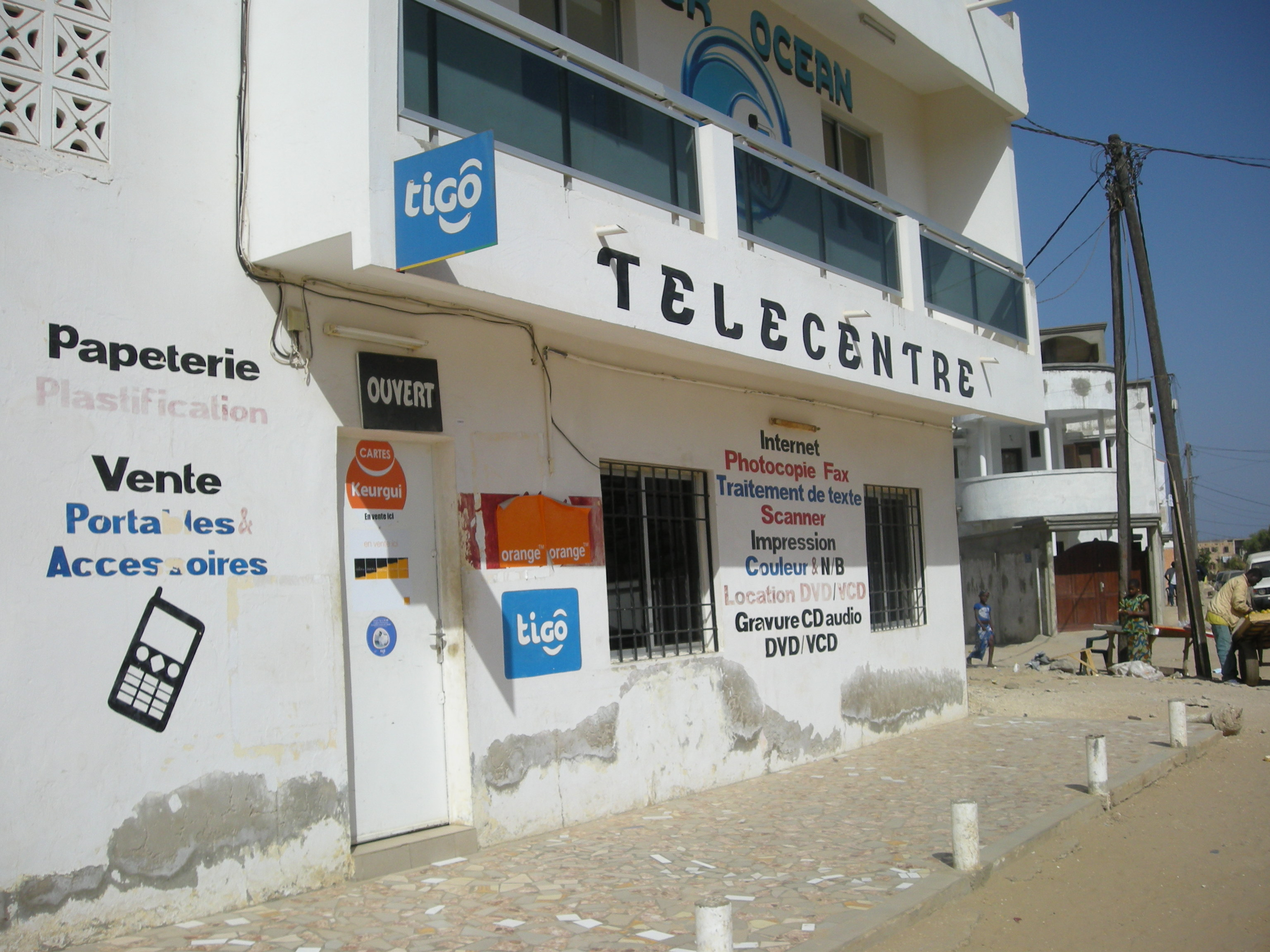
Un telecentro in Senegal

Un Telecentro è uno spazio pubblico in cui chiunque può utilizzare un computer per accedere ad internet e ad altri servizi telematici con collegamenti in larga banda in fibra ottica o wireless.
I telecentri esistono quasi in ogni nazione del mondo, anche se assumono nomi diversi quali quello di video centro, centro multimediale, mediateca o infocentro in Italia oppure quello di village knowledge centres, community technology centres, community multimedia centres or schoolbased telecentres in paesi in cui viene parlata la lingua inglese.
Le diverse denominazioni di Telecentro sono un'indicazione in genere della tipologia dei servizi offerti che possono essere indirizzati al mondo degli affari e delle imprese oppure ai cittadini per evitare un loro isolamento, in particolare dei giovani e degli anziani, per favorire l'alfabetizzazione digitale e sviluppare nuove competenze utili nel mondo del lavoro o per il tempo libero ma anche per seguire corsi per la cura della salute e la prevenzione delle malattie.
Sulla mailing list del WSIS (World Summit on the Information Society) dedicata al tema dei telecentri (en) è possibile leggere vari tentativi di definizione del termine Telecentro.
Sebbene ogni telecentro sia diverso, il loro obiettivo comune è l'uso delle tecnologie digitali per supportare lo sviluppo comunitario, economico, educativo e sociale, riducendo l'isolamento, colmando il divario digitale, promuovendo problemi di salute, creando opportunità economiche e raggiungendo i giovani per esempio.

## Evoluzione del movimento del telecentro

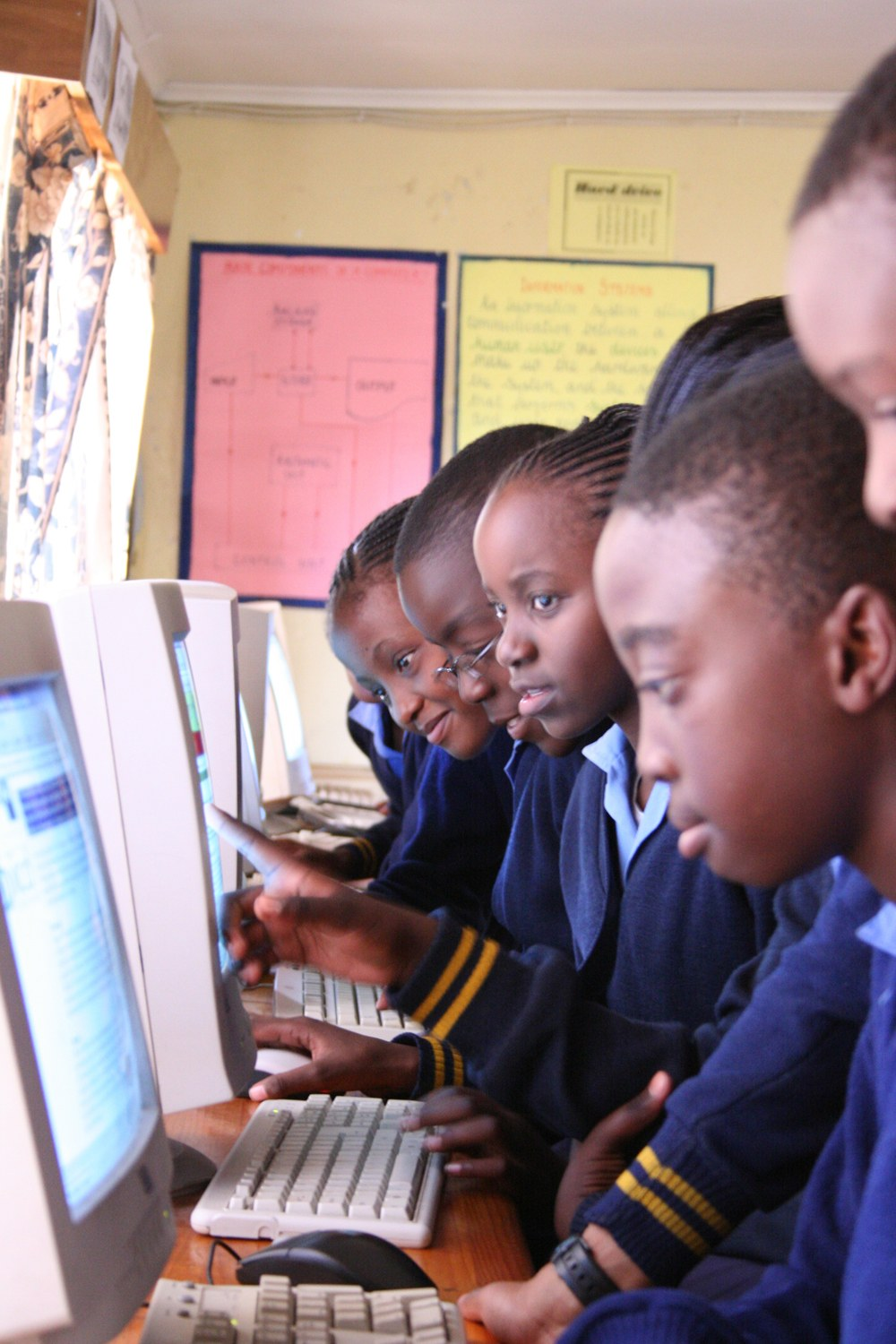
Bambini in un telecentro in Zambia

Le origini del movimento dei telecentri possono essere ricondotte al telecottage europeo e agli Electronic Village Halls (originariamente in Danimarca) e ai Community Technology Centers (CTC) negli Stati Uniti, entrambi emersi negli anni '80 come risultato dei progressi nell'informatica. In un momento in cui i computer erano disponibili ma non ancora un bene domestico comune, l'accesso pubblico ai computer è emersa come una soluzione. Oggi, sebbene la proprietà domestica dei computer sia diffusa negli Stati Uniti e in altri paesi industrializzati, rimane la necessità di un accesso pubblico gratuito all'informatica, sia che si tratti di CTC, telecottage o biblioteche pubbliche per garantire che tutti abbiano accesso alle tecnologie che sono diventati essenziali.
Esistono anche CTC situati nella maggior parte degli stati dell'Australia, noti anche come Community Resource Centers (spesso abbreviati in CRC) che forniscono tecnologia, risorse, formazione e programmi educativi alle comunità nelle aree regionali, rurali e remote.

## Tipi
Al di là delle differenze nei nomi, i centri pubblici di accesso alle TIC sono diversi, variano nella clientela che servono, nei servizi che forniscono, così come nel loro modello di business o organizzativo. In tutto il mondo, alcuni telecentri sono sponsorizzati da ONG, governi locali, commerciali, scolastici e università”, soprattutto quando la gamma dei servizi offerti non si limita al puro accesso ma comprende anche la formazione degli utenti finali. Ciascun tipo presenta vantaggi e svantaggi quando si considerano i tentativi di collegare le comunità alle TIC e di colmare il divario digitale. Tra le varie tipologie:
- I telecentri sponsorizzati da ONG sono ospitati da una ONG, che gestisce il centro e lo integra, in un modo o nell'altro, nel core business dell'organizzazione
- I telecentri del governo locale cercano di favorire lo sviluppo locale; spesso mirano a diffondere informazioni, decentralizzare i servizi e incoraggiare la partecipazione civica, oltre a fornire l'accesso pubblico alle TIC.
- I telecentri commerciali, lanciati da imprenditori a scopo di lucro, vanno dal cybercafé puramente commerciale all'impresa sociale, dove si combinano obiettivi di profitto e di bene sociale.
- I telecentri scolastici possono essere strutturati per coinvolgere i membri della comunità durante le ore extrascolastiche, ma i costi devono essere condivisi dal sistema scolastico e dalla comunità.
- I telecentri universitari possono offrire assistenza sociale a gruppi svantaggiati e della comunità, fornire formazione, sviluppare contenuti pertinenti a livello locale e stabilire e facilitare reti virtuali.
- Accesso a Internet nelle biblioteche pubbliche[6].

## Necessità di telecentri
Si stima che il 40% della popolazione mondiale abbia a disposizione meno di 20 dollari all'anno da spendere per le TIC. In Brasile, il 20% più povero della popolazione ha solo 9 dollari all'anno da spendere per le TIC (0,75 dollari al mese). In Messico, il 20% più povero della società conta con una stima di 35 dollari all'anno (3 dollari al mese). Per l'America Latina si stima che il confine tra l'ICT come bene di necessità e l'ICT come bene di lusso sia all'incirca intorno al "numero magico" di 10 dollari USA per persona al mese o 120 dollari USA all'anno.

## Telecentri e istituzioni di sviluppo internazionale

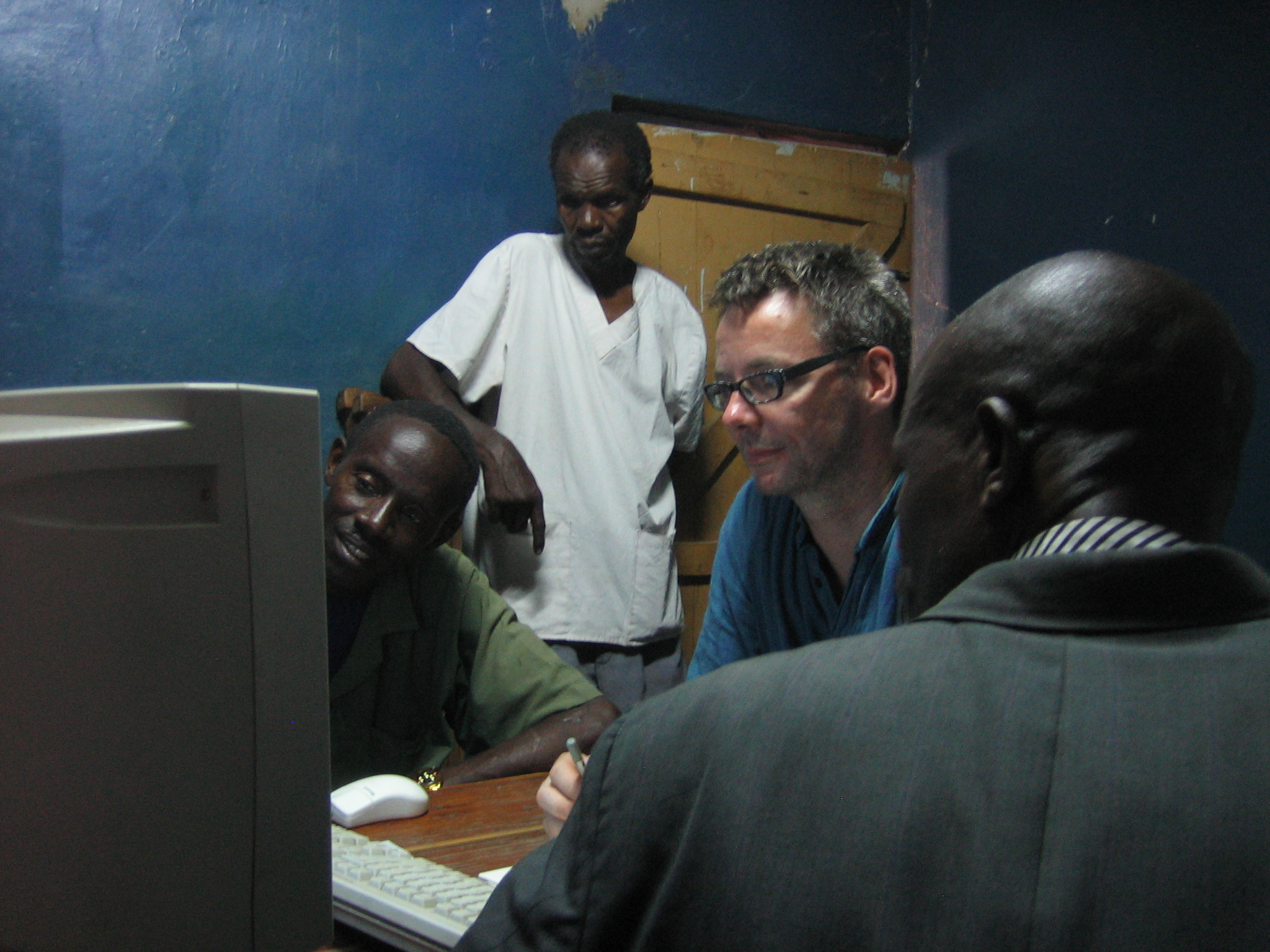
Telecentro in Tanzania (2008)

Negli anni '90, istituzioni internazionali per lo sviluppo come l'IDRC (International Development Research Centre) del Canada e l'UNESCO hanno sponsorizzato l'installazione di molti telecentri nei paesi in via di sviluppo. Sia l'IDRC che l'UNESCO sono ancora molto coinvolti nel movimento dei telecentri. Il precedente programma telecentre.org dell'IDRC è stato trasferito alla fondazione telecentre.org nelle Filippine nel marzo 2010 e continua a supportare reti di telecentri in tutto il mondo. All'interno delle Filippine, il Dipartimento di Scienza e Tecnologia (DOST) ha lanciato Tech4ED (Tecnologia per l'istruzione, per ottenere occupazione, formare imprenditori verso lo sviluppo economico). Questo programma di telecentro ha implementato oltre 42.000 centri in tutta la campagna per promuovere la partecipazione dei cittadini ai servizi di e-government e fornire istruzione IT alle masse, in particolare ai cittadini meno abbienti ed emarginati all'interno del paese. L'UNESCO continua a sostenere la crescita dei centri multimediali comunitari (CMC), che, a differenza della maggior parte degli altri telecentri, hanno una radio, televisione o altri componenti multimediali della comunità locale.

## Considerazioni sulla sostenibilità
Alla luce delle tecnologie in rapida evoluzione che supportano i telecentri e alla luce della maggiore penetrazione delle tecnologie mobili (ad esempio, i telefoni cellulari), il modello di telecentro deve evolversi continuamente per rimanere rilevante e continuare ad affrontare le mutevoli esigenze delle comunità loro servono. Man mano che le tecnologie di comunicazione mobile diventano più pervasive in tutto il mondo, anche nelle aree rurali, i telecentri potrebbero non aver più bisogno di fornire servizi telefonici, ma potrebbero essere ancora molto importanti in termini di accesso ai servizi di e-government abilitati per il web, e-Learning e le esigenze di comunicazione Internet di base (e-mail e navigazione web).
Tra le varie considerazioni sulla sostenibilità:
Modelli in evoluzione: poiché la domanda locale di servizi di informazione e comunicazione è in evoluzione, anche i modelli di telecentro devono evolversi. I franchising e altri approcci per collegare e mettere in rete i telecentri si stanno rivelando popolari.
Tecnologie in evoluzione: le tecnologie di connettività wireless, oltre a VSAT (nota per essere costosa), vengono esplorate in molte comunità in tutto il mondo. Queste tecnologie offrono nuove opportunità per connettere le comunità attraverso i telecentri e, infine, a livello di singola famiglia.
Servizi in evoluzione: anche i tipi di servizi che i telecentri possono e dovrebbero fornire sono in rapida evoluzione. Poiché i settori dell'e-government, della sanità elettronica, dell'e-learning e dell'e-commerce si stanno evolvendo e stanno maturando in molti paesi, i telecentri devono sfruttare le opportunità per estendere i vantaggi alla comunità in generale, attraverso il loro accesso pubblico. Alcuni governi stanno perseguendo l'implementazione di telecentri proprio come mezzo per garantire che segmenti più ampi della popolazione siano in grado di accedere ai servizi e alle informazioni governative attraverso canali elettronici.
Stakeholder della comunità: identificare i leader all'interno della comunità che difendono il concetto di servizi condivisi attraverso la modalità telecentro, svolgono un ruolo cruciale come ponte tra l'operatore del telecentro e gli abitanti del villaggio esitanti. In effetti, c'è un periodo di maturazione durante il quale i leader della comunità devono investire sforzi costanti per guidare cambiamenti di comportamento nell'adozione di innovazioni.
Il coinvolgimento della comunità è tuttavia richiesto, nella fase iniziale dell'allestimento del telecentro, a partire dalla selezione del sito e creando una sorta di empatia e sentimento di empowerment. Inoltre, il telecentro dovrebbe essere ben radicato nel contesto socio-culturale della comunità.

## Reti
I telecentri di oggi e del futuro sono telecentri in rete, o telecentri della generazione 2.0. Sempre più spesso i telecentri non operano come entità indipendenti e isolate, ma come membri di una rete. A volte, la rete assume la forma di un franchising. In altre circostanze, la rete è molto più informale.
Una di queste reti regionali destinate all'Asia-Pacifico è l'Asia-Pacific Telecentre Network.
Negli Stati Uniti, più di 1.000 centri tecnologici comunitari sono stati organizzati sotto la guida di CTCnet, un'associazione senza scopo di lucro con sede a Washington, DC. I CTC sono organizzati anche sotto la bandiera di organizzazioni statali, come l'Ohio Community Computing Network, o programmi cittadini come il City of Seattle Community Technology Program e Austin FreeNet.